# Giải vô địch bóng đá Angola
Giải vô địch bóng đá Angola (còn được gọi là Girabola) là giải đấu cao nhất của các câu lạc bộ bóng đá Angola, và được tổ chức bởi Liên đoàn bóng đá Angola.
Đội vô địch và Á quân của giải sẽ giành quyền tham dự Giải vô địch các câu lạc bộ châu Phi.

## Lịch sử
Girabola được thành lập vào năm 1979, bao gồm 24 đội bóng chia làm 4 bảng. Vào năm 1980, số lượng các câu lạc bộ tham dự bị cắt giảm và chỉ có 14 đội có thứ hạng cao nhất ở mùa giải trước được tham dự giải, phiên bản này của giải được kéo dài cho đến cuối mùa giải 1990. Năm 1991 và 1992, có thêm 2 câu lạc bộ được thi đấu tại Girabola, nhưng con số này giảm xuống còn 12 đội vào năm 1993 và 1994. Năm 1995, giải đấu một lần nữa tăng lên thành 14 đội tham dự, cùng với đó là mỗi trận thắng được tính là 3 điểm, thay vì 2 điểm như trước kia. Năm 2010, số câu lạc bộ một lần nữa mở rộng lên 16 đội.

## Các câu lạc bộ Girabola mùa giải 2014
Địa điểm của mỗi câu lạc bộ được để trong ngoặc.
- União Sport Clube do Uíge
- Primeiro de Maio
- ASA
- S.L. Benfica (Lubango)
- Benfica de Luanda
- Bravos do Maquis
- Desportivo da Huíla (Huíla)
- C.D. Primeiro de Agosto
- Interclube (Luanda)
- Kabuscorp (Luanda)
- Petro de Luanda (Luanda)
- Progresso do Sambizanga (Luanda)
- Recreativo Caala
- Recreativo Libolo
- Sagrada Esperanca
- Sporting Clube Petróleos de Cabinda

## Danh sách các đội vô địch
Danh sách các đội vô địch bao gồm cả thời kì Angola còn là thuộc địa của Bồ Đào Nha.

### thời kì thuộc địa
| - 1957: Ferroviário de Luanda - 1958: không rõ - 1959: Recreativo da Catumbela - 1960-64: không rõ - 1965: Atlético de Luanda | - 1966: Atlético de Luanda - 1967: Atlético de Luanda - 1968: Atlético de Luanda - 1969: Independente Sport Clube - 1970: Independente Sport Clube | - 1971: Independente Sport Clube - 1972: Sport Nova Lisboa e Benfica - 1973: Futebol Clube do Moxico (Luena) - 1974: Ferroviário de Nova Lisboa - 1975: không tổ chức |

### Sau khi độc lập
| - 1979: Primeiro de Agosto - 1980: Primeiro de Agosto - 1981: Primeiro de Agosto - 1982: Petro Luanda - 1983: Primeiro de Maio - 1984: Petro Luanda - 1985: Primeiro de Maio - 1986: Petro Luanda - 1987: Petro Luanda - 1988: Petro Luanda - 1989: Petro Luanda | - 1990: Petro Luanda - 1991: Primeiro de Agosto - 1992: Primeiro de Agosto - 1993: Petro Luanda - 1994: Petro Luanda - 1995: Petro Luanda - 1996: Primeiro de Agosto - 1997: Petro Luanda - 1998: Primeiro de Agosto - 1999: Primeiro de Agosto - 2000: Petro Luanda | - 2001: Petro Luanda - 2002: Aviação - 2003: Aviação - 2004: Aviação - 2005: Sagrada Esperança - 2006: Primeiro de Agosto - 2007: GD Interclube - 2008: Petro Luanda - 2009: Petro Luanda - 2010: GD Interclube - 2011: CRD Libolo - 2012: CRD Libolo - 2013: Kabuscorp |

## Tổng số lần vô địch
- Petro Luanda: 15 lần
- Primeiro de Agosto: 9 lần
- Aviação: 3 lần
- Primeiro de Maio: 2 lần
- GD Interclube: 2 lần
- CRD Libolo: 2 lần
- Sagrada Esperança: 1 lần
- Kabuscorp:1 lần

## Vua phá lưới[3][4]
| Năm  | Cầu thủ            | Câu lạc bộ              | Bàn thắng |
| 1979 | João Machado       | Diabos Verdes           | 18        |
| 1980 | Carlos Alves       | Primeiro de Agosto      | 29        |
| 1981 | Maluca             | Primeiro de Maio        | 20        |
| 1982 | Jesus              | Petro Luanda            | 21        |
| 1983 | Maluca             | Primeiro de Maio        | 17        |
| 1984 | Jesus              | Petro Luanda            | 22        |
| 1985 | Jesus              | Petro Luanda            | 19        |
| 1986 | Túbia              | Inter Luanda            | 20        |
| 1987 | Mavó               | Ferroviário da Huíla    | 20        |
| 1988 | Manuel             | Primeiro de Agosto      | 16        |
| 1989 | André              | Desportivo da Cuca      | 18        |
| 1990 | Mona               | Petro Luanda            | 17        |
| 1991 | Amaral Aleixo      | Sagrada Esperança       | 23        |
| 1992 | Amaral Aleixo      | Petro Luanda            | 20        |
| 1993 | Serginho           | Desportivo da Eka       | 14        |
| 1994 | Kabongo            | Sonangol do Namibe      | 16        |
| 1995 | Serginho           | Desportivo da Eka       | 19        |
| 1996 | César Caná         | Académica Lobito        | 15        |
| 1997 | Zé Neli            | Petro Huambo            | 12        |
| 1998 | Betinho            | Petro Luanda            | 14        |
| 1999 | Isaac              | Primeiro de Agosto      | 16        |
| 2000 | Blanchard          | Benfica Luanda          | 19        |
| 2001 | Flávio Amado       | Petro Luanda            | 23        |
| 2002 | Flávio Amado       | Petro Luanda            | 16        |
| 2003 | André              | Inter Luanda            | 12        |
| 2004 | Love Kabungula     | ASA                     | 17        |
| 2005 | Love Kabungula     | ASA                     | 13        |
| 2006 | Manucho            | Petro Luanda            | 16        |
| 2007 | Manucho            | Petro Luanda            | 14        |
| 2008 | Santana            | Petro Luanda            | 20        |
| 2009 | David              | Petro Luanda            | 19        |
| 2010 | Daniel Mpele Mpele | Kabuscorp               | 14        |
| 2011 | Love Kabungula     | Petro Luanda            | 20        |
| 2012 | Yano               | Progresso do Sambizanga | 14        |
| 2013 | Albert Meyong      | Kabuscorp               | 20        |